# سفارت ایالات متحده آمریکا در دارالسلام
سفارت ایالات متحده آمریکا در دارالسلام (به لاتین: Embassy of the United States) یک منطقهٔ مسکونی و نمایندگی سیاسی ایالات متحده آمریکا در تانزانیا است که در دارالسلام (تانزانیا) واقع شده‌است.